# Rita (opera)
A Rita (franciául Rita, ou le mari battu) Gaetano Donizetti egyik egyfelvonásos vígoperája. Szövegét Gustave Vaez írta. Az ősbemutatóra 1860. május 7-én került sor a párizsi Opéra Comique-ban. Donizetti 1840-ben írta az operát, francia szövegre, de csak húsz évvel később, a zeneszerző halála után mutatták be.

## Szereplők
- Rita (szoprán)
- Beppe (tenor)
- Gasparo (basszus)

## Cselekmény
- Helyszín: Bergamo, Olaszország, a 19. század közepén

Rita asszony, egy bergamói fogadó tulajdonosnője, nagyon szigorúan bánik jámbor férjével, Beppével, gyakran meg is pofozza. Bezzeg első férje, Gasparo nem volt ilyen szelíd, sőt ő rakta el nejét, ha méregbe gurult. Szerencsére tengerre szállt és özvegyen hagyta Ritát. Egy napon egy idegen állít be a fogadóba, Kanadából jött ide abból a célból, hogy első feleségének halotti bizonyítványát megszerezze, mert egy gazdag amerikai özvegyet készül nőül venni. 
Amikor megpillantják egymást Ritával, megdöbbenve veszik észre, hogy régi házastársuk áll előttük. 
Most kié legyen az asszony? Mindkét férfi igyekszik megszabadulni tőle. A sorshúzás Beppének kedvez, de a ravasz Gasparo ebbe nem nyugszik bele. Párbajra hívja vetélytársát, és bénának tetteti a jobb kezét. Rita arra gondol: ha béna a keze, akkor verni sem tud, tehát őt választja. Átadja neki házassági szerződésüket, melyet Gasparo haladéktalanul széttép. Ezen már a jámbor Beppe is felháborodik, és Rita védelmére kel. 
Ez úgy meghatja az asszonyt, hogy – most már őszinte szerelemmel – második férje mellett marad.